# جيم رايلي
جيم رايلي (بالإنجليزية: Jim Riley)‏ (26 يناير 1948 - ) هو لاعب كريكت نيوزلندي.

## وصلات خارجية
- جيم رايلي على موقع إي آس بي آن كريك إنفو (الإنجليزية)